# 中山东一路
中山东一路，即外滩，是上海市一条南北向的主要道路，全长1,108米，南起延安东路，北至外白渡桥。1848年英租界修建扬子路，后来定名黄浦滩路，最终更名中山东一路。

## 交会道路
- 延安东路
- 广东路
- 元芳弄
- 福州路
- 汉口路
- 九江路
- 南京东路
- 滇池路
- 北京东路
- 南苏州路